# Campionati europei di windsurf 2007
I Campionati europei di windsurf 2007 sono stati la 2ª edizione della competizione. Si sono svolti a Limassol, a Cipro.

## Medagliere
| Pos.   | Nazione | Oro | Argento | Bronzo | Totale |
| ------ | ------- | --- | ------- | ------ | ------ |
| 1      | Polonia | 1   | 1       | 0      | 2      |
| 2      | Spagna  | 1   | 0       | 1      | 2      |
| 3      | Italia  | 0   | 1       | 0      | 1      |
| 4      | Francia | 0   | 0       | 1      | 1      |
| Totale | Totale  | 2   | 2       | 2      | 6      |

## Podi
| Evento    | Oro                    | Argento            | Bronzo         |
| Maschile  | Przemysław Miarczyński | Piotr Myszka       | Nicolas le Gal |
| Femminile | Marina Alabau          | Alessandra Sensini | Blanca Manchón |